# Kazimierz Równy
Kazimierz Równy (ur. w 1929 w Rząśniku Włościańskim, zm. 4 stycznia 2022) – polski prawnik, profesor nauk prawnych, nauczyciel akademicki, Uniwersytetu Warszawskiego i innych uczelni, pracownik Instytutu Nauk Prawnych Polskiej Akademii Nauk, specjalności naukowe: międzynarodowe i porównawcze prawo ochrony środowiska, prawo międzynarodowe publiczne.

## Życiorys
Absolwent studiów w Szkole Głównej Służby Zagranicznej. W 1994 prezydent RP Lech Wałęsa nadał mu tytuł naukowy profesora nauk prawnych.
Był pracownikiem Instytutu Nauk Prawnych PAN. Był wykładowcą następujących uczelni: Uniwersytet Warszawski (WDiNP), Szkoła Główna Handlowa, Wyższa Szkoła Menedżerska w Warszawie (Wydział Prawa, Administracji i Integracji Europejskiej; Katedra Historii Ustroju i Prawa), Politechnika Białostocka (Wydział Zarządzania), Uniwersytet w Białymstoku, Prywatna Wyższa Szkoła Businessu i Administracji w Warszawie (Wydział Administracji, Prawa i Dyplomacji; Instytut Nauk Prawnych), Uczelnia Techniczno-Handlowa im. Heleny Chodkowskiej (Wydział Nauk Ekonomicznych, Prawnych i Psychologii w Warszawie; Instytut Prawa i Administracji).
Wśród wypromowanych przez niego doktorów znalazł się Janusz Adamowski.
Był Honorowym Przewodniczącym Stowarzyszenia Prawa Międzynarodowego (ILA) Grupy Polskiej.
W latach 1972–1976 był ekspertem UNESCO w Nigerii w Uniwersytecie Obafemi Awolowo w Ile-Ife, a w latach 1987–1990 w Uniwersytecie w Jos (tam też dziekanem Wydziału Prawa).